# Најљепше љубавне пјесме
Најљепше љубавне пјесме је компилација хитова групе Црвена јабука у оквиру „The Love Collection“ Кроације рекордс.

## Списак песама
1. Има нешто од срца до срца
2. Ризнице сјећања
3. Волио бих да си ти
4. Ти знаш
5. Узми ме (кад хоћеш ти)
6. Не дам да овај осјећај оде
7. За све ове године
8. То ми ради
9. Моје најмилије
10. Стижу ме сјећања
11. Не говори више
12. Твога срца врата
13. Туга, ти и ја
14. Сањам те
15. Шампањски пољубац
16. Туго, несрећо
17. Са твојих усана
18. Остани